# يكة كواهويلية
يوكا كواهويلية (الاسم العلمي:Yucca coahuilensis) هي نوع من النباتات تتبع جنس اليوكا من الفصيلة الهليونية.